# Unikato
Unikato – budynek mieszkalny w Katowicach, położony przy ulicy Koszarowej 1 w dzielnicy Śródmieście, powstały w latach 2016–2018.
Obiekt zaprojektowany przez Roberta Koniecznego w pracowni KWK Promes, wyróżniający się zastosowaniem charakterystycznych form architektonicznych (czarnej elewacji, białych okien i charakterystycznie ułożonych balkonów, które zasłaniając dolną część drzwi balkonowych zachowują rytm elewacji) przy ograniczonym budżecie na jego powstanie. Budynek zdobył Nagrodę Roku SARP 2019 w kategorii budynek mieszkalny wielorodzinny.

## Lokalizacja
Unikato położony jest przy ulicy Koszarowej 1 w Katowicach, w południowo-zachodniej części Śródmieścia, wpisany w tkankę miejską pomiędzy istniejącymi budynkami.
Powstał na działce narożnej, w otoczeniu budynków mieszkalnych z pierwszej połowy XX wieku i z lat sześćdziesiątych XX wieku, w części katowickiego Śródmieścia charakteryzującej się luźniejszą zabudową, większym udziałem terenów zielonych oraz małym natężeniem ruchu samochodowego.

## Historia
Powstanie budynku Unikato miało być odpowiedzią na problemy Katowic ówczesnych czasów – spadek liczby mieszkańców, braki mieszkaniowe czy dominację ruchu samochodowego.
Pierwotnie na działce, na której później stanął Unikato, miała powstać MULTIVILLA, czyli apartamentowiec będący zbiorem osobnych willi miejskich położonych jedna na drugiej w ramach jednej konstrukcji. Projekt MULTIVILLI powstał w latach 2008–2009. Deweloper zmienił plany po tym, jak nie otrzymał odpowiedniego finansowania z banku, który był przekonany, że nie uda się wówczas sprzedawać mieszkań w Katowicach za kwotę powyżej 10 tys. zł/m². Z tego też powodu z projektu luksusowego apartamentowca architekci z pracowni KWK Promes zaprojektowali blok mieszkalny z niedużym budżetem.
Projekt budynku został opracowany w latach 2013–2014, a jego budowa rozpoczęła się w kwietniu 2016 roku. Został on ukończony w lutym 2018 roku.
Nazwa budynku – Unikato (od pol. unikatowy) – nawiązuje do znaczenia budynku, który miał nie tylko być plombą wypełniającą pustą przestrzeń pomiędzy budynkami, ale także kreować przestrzeń Katowic w unikalny sposób.
Do Unikato z budynku przy ulicy J. Rymera w Katowicach w grudniu 2018 roku przeniosła się pracownia projektanta Unikato – KWK Promes.

## Architektura
Budynek Unikato został zaprojektowany w stylu neomodernistycznym przez Roberta Koniecznego z pracowni KWK Promes i powstał przy współpracy z Michałem Lisińskim, Marcinem Harnaszem, Marcinem Króliczkiem oraz Anetą Świeżak. Konstrukcję budynku opracował Kornel Szyndler.
Robert Konieczny zasłynął już jako autor nagradzanych willi oraz obiektów publicznych i mieszkaniowych, a przy projektowaniu Unikato sięgał po różne inspiracje, w tym po katowicki modernizm i efekt zaciemniania elewacji budynków z biegiem czasu pod wpływem zanieczyszczenia powietrza. Inwestorem budynku była spółka MULTIVILLA, a koszt inwestycji wyniósł 5,5 mln złotych.
Unikato ma siedem kondygnacji, na których ulokowano 24 mieszkania o powierzchni 31–86 m², a większość z nich posiada co najmniej jeden balkon. Na najwyższej kondygnacji narożnik na styku z sąsiednim budynkiem został zaokrąglony, dzięki czemu udało się nawiązać do gzymsu sąsiedniego budynku. W przyziemiu znajduje się garaż wewnętrzny z dziesięcioma miejscami parkingowymi. Powierzchnia całkowita budynku wynosi 2 170 m², powierzchnia użytkowa 2 072 m² (w tym mieszkań 1 310 m²), powierzchnia zabudowy 430 m², a kubatura budynku 7 657 m³.
Budynek podłączony jest do sieci ciepłowniczej, elektrycznej i RTV.
Budżet na budowę budynku był niski – inwestor przewidział środki tylko na tanie wykończenie, jak styropian, tynk, plastikowe okna czy balkony. Zastosowanie najtańszych materiałów miało także pragmatyczne rozwiązanie – czarny tynk jest mniej podatny na zabrudzenia, a srebrny cokół z blachy cynkowanej jest łatwy do czyszczenia i z czasem nabiera koloru patyny.
Unikato posiada konstrukcję żelbetową. Ma murowane ściany z pustaków ceramicznych. Jest kryty zielonym dachem.
Ciemny kolor elewacji Unikato kontrastuje ze srebrnym cokołem i bielą okien. Najbardziej charakterystycznym elementem architektury budynku poza ciemnym tynkiem są balkony, które są wysunięte daleko poza lico ściany. Zostały umieszczone w tym samym kierunku na frontowych elewacjach przy jednoczesnym przesunięciu względem nieregularnego planu budynku. Charakterystyczne ułożenie balkonów ma też funkcjonalne uzasadnienie – wysunięte poza lico ściany balkony łapią więcej południowego światła. Pełne balustrady balkonów mają też na celu zasłonięcie przedmiotów, które mieszkańcy gromadzą na balkonach ze względu na brak miejsca w małych mieszkaniach, a także zasłaniają dolną część typowych drzwi balkonowych, poprawiając tym samym rytm elewacji budynku.
Unikato oglądane z odległości wtapia się w sąsiednią zabudowę, zaś obserwowany z bliska dzięki światłocieniom rysującym się na różnych płaszczyznach balkonów i elewacji budynek nabiera plastyczności.
Wnętrze Unikato wyposażono w klatkę schodową i windę osobową. Klatka schodowa jest surowa i żelbetowa. Ma ciemne, gładkie schody, proste metalowe pochwyty i podłużne lampy wyginające się wzdłuż podniebienia schodów. Wnętrza posiadają minimalistyczny detal identyfikacji wizualnej.

## Nagrody i wyróżnienia
- Nominacja do Nagrody Architektonicznej Polityki 2018[7],
- Nagroda Roku SARP 2019 w kategorii budynek mieszkalny wielorodzinny[10],
- Nominacja do nagrody im. Miesa van der Rohego 2019[11][12],
- German Design Award(inne języki) 2020[13].